# Colmesneil (Teksas)
Colmesneil je grad u američkoj saveznoj državi Teksas. Prema popisu stanovništva iz 2010. u njemu je živjelo 596 stanovnika.